# Snegiri
Snegiri (in russo Снегири?) è una cittadina della Russia europea centrale, situata nell'oblast' di Mosca. Apparteneva amministrativamente all'Istrinskij rajon.
Sorge nella parte centrale dell'oblast', poche decine di chilometri ad ovest della città di Mosca.